# 赵焕章
赵焕章（1930年7月—），字群生，山东利津人，中国电影导演。2005年被中华人民共和国人事部、国家广播电影电视总局评为优秀电影艺术家。